# Kretska Država
Kretska Država (grč. Κρητική Πολιτεία, osm. tur. كريد دولتى) osnovana je 1898. godine odlukom tadašnjih velesila (Austro-Ugarska, Britansko Carstvo, Treća Francuska Republika, Njemačko Carstvo i Rusko Carstvo) na grčkom otoku Kreti koji je do tada bio u sastavu Osmanskog Carstva. Godine 1897. na otoku je došlo do pobuna nakon koje je Osmansko Carstvo proglasilo rat Kraljevini Grčkoj što je i dovelo do Grčko-turskog rata. Britansko Carstvo, Francuska, Kraljevina Italija i Rusko Carstvo tvrde kako Osmansko Carsto više nije u stanju samostalno zadržati kontrolu nad tijekom događaja. Proglašenje autonomne Kretske Države bilo je uvod u aneksiju otoka u sastav Kraljevine Grčke, de facto 1908., a de jure 1913. godine.

## Povijest

### Pozadina
Otok Kreta, naseljen većinom pravoslavnim grčkim stanovništvom, završio je u sastavu Osmanskoga Carstva nakon Kretskoga rat s Mletačkom Republikom. Za vrijeme Grčkog rata za nezavisnost i kršćani na Kreti pobunili su se više puta protiv vlasti koju su smatrali stranom. Ustanci na otoku su nasilno ugušeni ali je lokalno stanovništvo izborilo određene ustupke pod pritiskom javnog mišljenja u europskim državama. Paktom u Halepu (današnja Hania) iz 1878. godine određeno je da će Kreta biti autonomna država u okviru Osmanskog Carstva do 1889. kada je Carstvo istupilo iz pakta.
Raspad sporazuma o autonomiji doveo je do ponovnih pobuna 1895. godine koje su se dodatno razbuktale 1896. i 1897. godine i prekrile veći dio otoka. Nacionalistička tajna društva i javno mišljenje u Grčkoj prinudili su vladi u Ateni da pošalje vojne snage na otok što je izazvalo sukob s Osmanskim Carstvom. Iako su grčke vojne snage uspjeli zauzeti veći dio otoka, nisu bile sposobne oduprijeti se Osmanskom Carstvu na sjeveru gdje su osmanske snage zazele Tesaliju. Intervencija velesila prisilila je grčke vojne snage da se povuku s otoka i obustavu napredovanja osmanskih snaga na sjeveru. Carigradskim ugovorom iz 1897. godine Osmansko je Carstvo pristalo na potpuno provođenje odredbi Pakta u Halepu.

### Osnivanje Kretske Države
Do ožujka 1897. godine velike su sile odlučile da će uspostaviti red na otoku predajući vlast komitetu četvorice admirala čiji je zadatak bio uspostava i vođenje prelazne vlasti do dolaska princa Đuro od Grčke i Danske kao prvog visokog komesara autonomne Krete, efektivno nezavisne od Osmanskog Carstva, 9. prosinca 1898. godine. Dana 25. kolovoza 1898. godine rulja nastala od lokalnog etnički turskog stanovništva masakrirala je više stotina lokalnih Grka, britanskog konzula i 17 britanskih vojnika. Nakon ovoga događaja, velike su sile donijele odluku o protjerivanju osmanskih vojnih snaga s otoka studenoga 1898. godine, dok je visokog komesara imenovala Grčka. Nacionalna banka Grčke osnovala je Banku Krete koja je trebala imati 40 godina monopola na izdavanje novčanica na otoku. Lokalno je grčko stanovništvo osnovalo i paravojnu formaciju pod nazivom Kretska žandarmerija koji su bili osmišljeni po uzoru na talijanske karabinjere.